# Djevencio van der Kust
Djevencio van der Kust, né le 30 avril 2001 à Amsterdam aux Pays-Bas, est un footballeur international surinamien qui joue au poste d'arrière gauche à l'Heracles Almelo.

## Biographie

### En club
Né aux Pays-Bas, Djevencio van der Kust commence le football à l'AVV Zeeburgia (en) avant d'être formé au FC Utrecht, qu'il rejoint en 2012. Le 4 décembre 2019 il signe son premier contrat professionnel, le liant au club jusqu'en juin 2022.
Il fait ses débuts en professionnel mais avec l'équipe réserve du club qui évolue en Eerste Divisie, la deuxième division néerlandaise. Il joue son premier match dans cette compétition, le 10 janvier 2020 contre De Graafschap. Il est titularisé et son équipe est battue par deux buts à un.
Le 9 février 2023, Van der Kust est prêté au Dynamo de Houston, club de Major League Soccer.
Le 10 août 2023 Djevencio van der Kust s'engage en faveur du Sparta Rotterdam. Il signe un contrat courant jusqu'en juin 2026, avec une année supplémentaire en option.
Il joue son premier match pour le Sparta le 17 septembre 2023, lors d'une rencontre de championnat face à l'AZ Alkmaar. Il entre en jeu à la place de Django Warmerdam et son équipe est battue par deux buts à zéro.
Lors du mercato hivernal 2024-2025, il est prêté au Beerschot VA jusqu'en fin de saison.

### En sélection
En octobre 2023, Djevencio van der Kust est convoqué pour la première fois avec l'équipe nationale du Suriname. Il honore sa première sélection lors de ce rassemblement, le 13 octobre 2023 contre Haïti. Il est titularisé et les deux équipes se neutralisent (1-1 score final).